# 高島由香
高島 由香（たかしま ゆか、1988年5月12日 - ）は、長距離走を専門とする日本の陸上競技選手。山口県防府市出身。ピッチ走法が特徴で、小柄ながら後半もペースを落とさず、自分の走りができる。

## 経歴
防府市立国府中学校で陸上競技を始め、当初から中・長距離を専門としてきた。この頃にはすでにオリンピック出場を夢見ていた。興譲館高等学校では森政芳寿から指導を受け、2005年の全国高等学校駅伝競走大会（全国高校駅伝）ではアンカーを務め、区間賞を獲得する快走を見せ同校の初優勝に貢献した。2006年には同校のエースとなり、全国高校駅伝で1区を任され区間2位でたすきをつないだ。高校時代は1学年上の新谷仁美から多くの刺激を受けたという。また同じく1学年上には重友梨佐もおり、自分にはオリンピックに手が届かないのではないかと思いつつも練習に励んできた。
興譲館高校卒業後はデンソーに入社し、チームのエースとして活躍、2013年から2015年まで全日本実業団対抗女子駅伝競走大会（クイーンズ駅伝）の同社3連覇を支えた。日本陸上競技選手権大会（日本選手権）では10000mに出場、2014年に7位、2015年に2位に入賞した。中国・北京で開かれた2015年世界陸上競技選手権大会に10000mに出場、32分27秒79で20位であった。
オリンピック出場を目指すため、2016年3月31日付けでデンソーを退社するが、その時点では所属先は未定であった。その後、資生堂RCに移籍が決定、6月24日の日本選手権では10000mで自己新記録となる31分35秒76をマークして3位入賞を果たした。8月12日、リオデジャネイロオリンピック陸上競技開催初日の女子10000mに出場するが、優勝者が世界新記録を達成させる超高速のレース展開に付いていけず、31分36秒44で日本人トップながら18位に留まった。レース直後は涙ぐみ、その後のインタビューでも悔しさをにじませながらも、五輪出場を果たせて嬉しかったと語っている。
2024年パリオリンピックで2回目のオリンピック出場を果たし、女子10000メートル決勝で31分52秒07のタイムで22位だった。